# 師茂樹
師 茂樹（もろ しげき、1972年 - ）は、日本の仏教学者。学位は、博士（文化交渉学）（関西大学・乙種〈論文博士〉・2013年）。早稲田大学文学学術院教授。元花園大学教授・情報システムセンター長（専門は因明（仏教論理学）、人文情報学）を歴任。

## 経歴

### 学歴
1972年、大阪府大阪市に生まれ、その後、福島県耶麻郡猪苗代町で育つ。1987年に猪苗代町立猪苗代中学校を卒業、福島県立安積高等学校を卒業後、早稲田大学第一文学部に進学、大久保良峻に師事。1995年に卒業後、東洋大学大学院文学研究科に進み田村晃祐に師事、2001年に同博士後期課程単位取得。2013年、『東アジア仏教論理学の形成と展開 -唯識比量をめぐる文化交渉を中心として-』で博士（文化交渉学）（乙種、関西大学）。

### 職歴
2002年に花園大学文学部専任講師となる。2008年に同准教授、2015年に教授に昇任。2019年からは京都の上七軒にある私塾「上七軒文庫」の運営にも携わる。2025年4月より早稲田大学教授。

### 受賞歴
- 1997年、東洋大学交友会学生研究奨励賞（「守護国界章における三時教判の研究」）
- 2011年、日本印度学仏教学会賞
- 2018年、情報処理学会論文誌ジャーナル特選（「古典中国語(漢文)の形態素解析とその応用」）

## morogram・もろ式
学生時代よりコンピュータに親しみ、仏典の電子化に関心を抱く。石井公成（駒澤大学名誉教授）によって紹介されたN-Gramを用いた漢文仏典分析を進めるため、morogram.plを開発。その他、サイト「もろ式」を運営し、広く電子仏教情報を収集・公開したほか、大正新脩大蔵経の電子化やINBUDSの作成にも関わった。

## 著書

### 単著
- 『論理と歴史 -東アジア仏教論理学の形成と展開-』（博士論文の書籍化、ナカニシヤ出版、2015年）（護山真也による書評）
- 『『大乗五蘊論』を読む -色受想行識-』（春秋社、2015年）
- 『最澄と徳一 -仏教史上最大の対決-』（岩波新書、2021年）

### 共著
- 『情報歴史学入門』（後藤真、田中正流との共著、金壽堂、2009年、ISBN 9784903762043）
- 『からだの文化―修行と身体像』（夏目房之介、李保華、大地宏子、野村英登との共著、五曜書房、2012年、ISBN 443416726X）

### 論文
- CiNii>師茂樹
- INBUDS>師茂樹
- Researchmap>Papers>師茂樹

## 科研費
- 科研費>師茂樹